# Cimitero di Santa Maria di Gesù
Il cimitero di Santa Maria di Gesù è un antico cimitero monumentale di Palermo, il più antico della città.
Situato sulla salita Belvedere, è intitolato a Santa Maria di Gesù, così come gli adiacenti chiesa e convento, e l'omonima borgata, situata ai piedi del monte Grifone.
Vi si trovano numerose cappelle gentilizie appartenenti ad alcune tra le principali famiglie di Palermo; per questa ragione viene anche detto "cimitero dei nobili".

## Alcune personalità sepolte nel cimitero monumentale
- Antonino Agostino (1961 - 1989), agente di Polizia e agente segreto del SISDE  (ucciso dalla mafia perché stava indagando sul fallito attentato dell'Addaura, un tentativo di omicidio ai danni del magistrato Giovanni Falcone, assieme alla moglie incinta di una bambina Ida Castelluccio)
- Enrico Albanese (1834 - 1889), chirurgo e patriota (medico anche di Giuseppe Garibaldi)
- Paolo Borsellino (1940 - 1992), magistrato (ucciso dalla mafia, nel 2015 è stata proposta, alla sua famiglia e a quella del magistrato Giovanni Falcone, la traslazione delle salme dei due magistrati nel Pantheon degli illustri di Sicilia, ovvero la chiesa di San Domenico; la famiglia di Falcone, il quale era tumulato nel cimitero di Sant'Orsola, ha accettato, la famiglia di Borsellino ha preferito farlo rimanere qui)[2]
- Rita Borsellino (1945 - 2018), attivista e politica
- Franca Florio (1873 - 1950), nobildonna e imprenditrice
- Ignazio Florio junior (1869 - 1957), imprenditore, banchiere e mecenate
- Vincenzo Florio (1799 - 1868), imprenditore, banchiere e senatore del Regno d'Italia
- Vincenzo Florio jr (1883 - 1959), imprenditore e pilota automobilistico (creatore della Targa Florio)
- Giuseppe "Pippo" Insalaco (1941 - 1988), politico e sindaco di Palermo (ucciso dalla mafia[3])
- Francesco Lanza Spinelli di Scalea (1834 - 1919), politico e imprenditore
- Luigi Mercantini (1821 - 1872), poeta, giornalista e docente
- Joseph O'Dell (1941 - 1997), criminale statunitense (condannato a morte per omicidio di primo grado con aggravanti in un processo molto discusso)
- Domenico Palazzotto junior (1894 - 1918), militare (medaglia d'argento al valor militare per la prima guerra mondiale)
- Domenico Palazzotto senior (1832 - 1894), medico e direttore sanitario
- Emmanuele Palazzotto (1798 - 1872), architetto
- Francesco Paolo Palazzotto (1849 - 1915), architetto
- Giovan Battista Palazzotto (1834 - 1896), architetto
- Emile Enrico Ragusa (1849 - 1924), albergatore ed entomologo
- Francesco Riso (1826 - 1860), patriota
- Costanza Afan de Rivera Costaguti (1950 - 2020), nobildonna e filantropa (componente della dinastia dei Florio e dell'aristocrazia romana, in particolare di Marchesi di baldacchino)
- Antonino Salinas (1841 - 1914), numismatico, archeologo, docente, consigliere comunale, assessore del comune di Palermo e rettore dell'Università di Palermo
- Mariano Stabile (1806 - 1863), politico e patriota (ministro del Regno di Sicilia e sindaco di Palermo)
- Lucio Tasca (1820 - 1892), politico e conte d'Almerita (senatore del Regno d'Italia)
- Beatrice Lanza Branciforte dei principi di Trabia (1825 - 1900), contessa d'Almerita

## Opere d'arte
- Cappella La Grua-Talamanca (XV)[4]

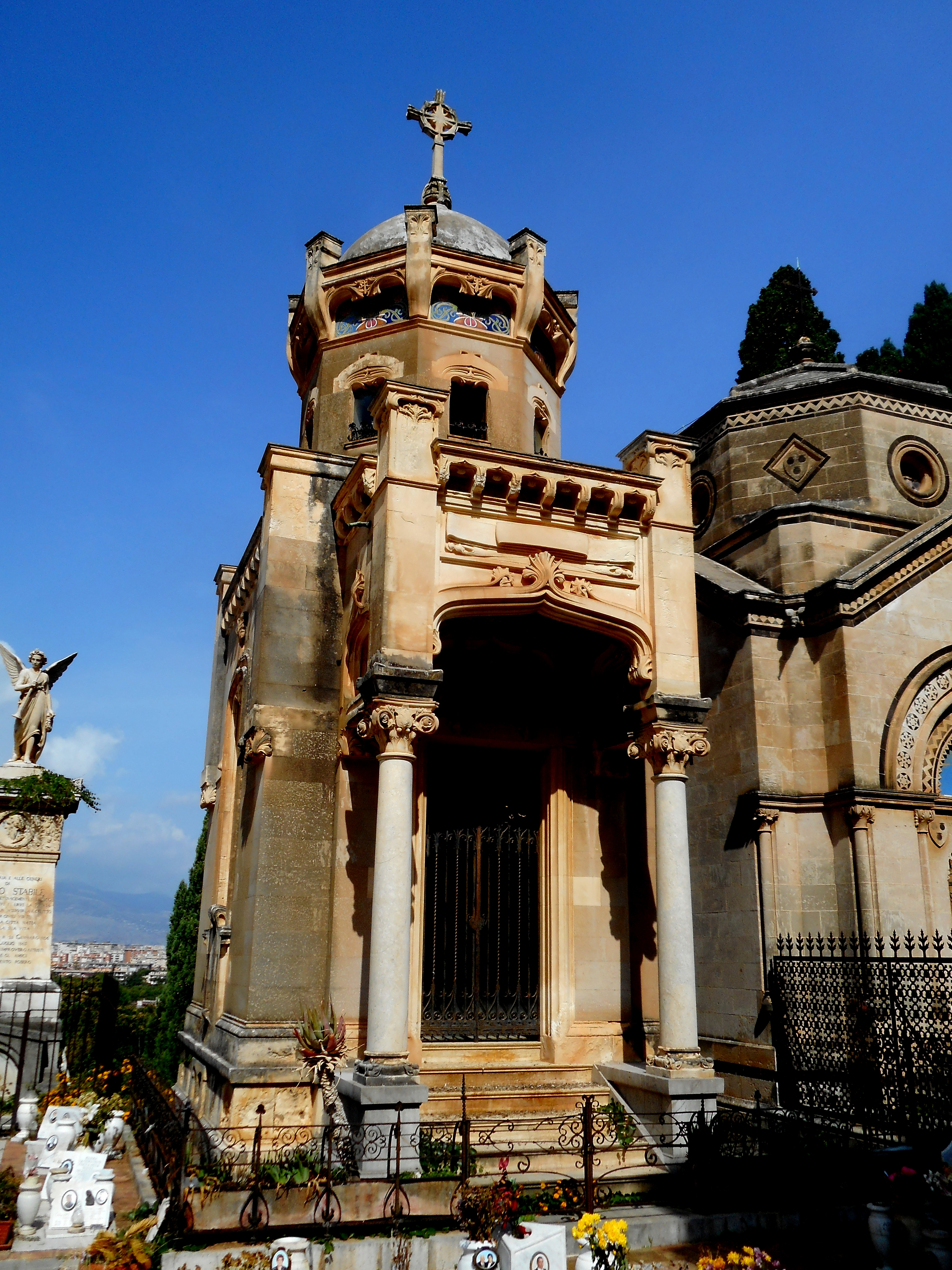
Cappella Lanza di Scalea

- Monumento per la famiglia Ragusa (1873), di Benedetto Civiletti
- Monumento Cipollina (1884), di Benedetto Civiletti
- Cappella Mercadante (1885), di Francesco Paolo Palazzotto
- Monumento sepolcrale al filosofo Paolo Morello (1889), di Giuseppe Damiani Almeyda
- Cappella Chiaramonte Bordonaro (1890) sul sagrato della chiesa, di Francesco Paolo Palazzotto
- Cappella Nicosia (1899), di Ernesto Basile
- Cappella Lanza di Scalea (1900), di Ernesto Basile
- Cappella Albanese (1904), di Francesco Paolo Palazzotto
- Cappella Di Giorgi Pensabene (1912), di Ernesto Basile
- Cappella Mazzarino (1934), di Antonio Zanca
- Cappella Florio, di Giuseppe Damiani Almeyda, con una scultura di Benedetto De Lisi
- Monumento a Mariano Stabile (1806-1863), di Giuseppe Damiani Almeyda
- Sepolcro gentilizio della famiglia Palazzotto, di Giovan Battista Palazzotto
- Cappella Lucchesi Palli di Campofranco / Pignatelli Aragona Cortes, di Emmanuele Palazzotto[5]